# Tysklands enande

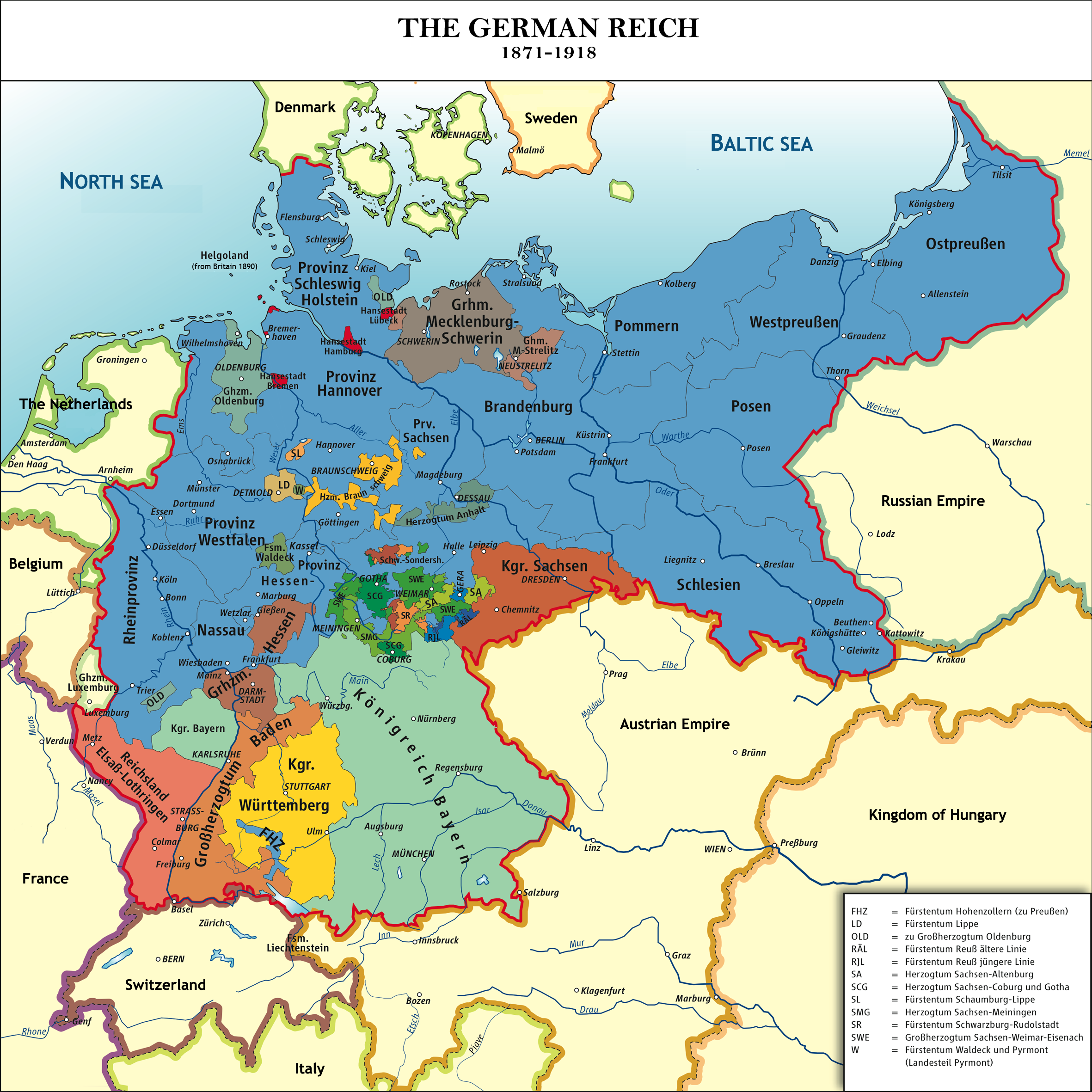
Kartan visar de 26 områden som kom att ingå i det Tyska riket 1871. Preussen, i norr, dominerade det nya riket, som uteslöt Österrike-Ungern.

Tyska riket bestod fram till 1871 av en mängd självständiga oberoende stater av skiftande storlek och styrelseskick. Striderna mellan länderna var många. En stor orsak var religionsskiljaktigheter som bland annat resulterade i trettioåriga kriget på 1600-talet. En annan orsak var skiftande allianser med grannstaterna, främst Frankrike.
Efter Napoleonkrigen förenades de tyska staterna 1815 i Tyska förbundet med Österrike som dominerande makt. Nationalismen spred sig under 1800-talet i Europa och så även i de tyska staterna. Idéer om ett enat tyskt rike började ta form och två konkurrerande modeller utvecklades. En kallades Grossdeutschland ("Stortyskland") och inkluderade det multietniska kejsarriket Österrike-Ungern. Det andra, kallat Kleindeutschland ("Lilltyskland"), skulle exkludera Österrike, domineras av Preussen och få en klart tysk befolkningsmajoritet. Genom en längre framskriden industrialisering och den tyska tullföreningen (Zollverein), där Österrike inte ingick på grund av sin protektionistiska hållning, kom Preussen alltmer att dominera Tyskland ekonomiskt och infrastrukturellt. Den inleddes den 18 augusti 1866 med antagandet av det nordtyska konfederationsfördraget om upprättandet av Nordtyska konfederationen, ursprungligen en militärallians som de facto dominerades av Preussen och som senare fördjupades genom antagandet av den nordtyska konstitutionen. Processen avslutades symboliskt när de flesta sydtyska staterna anslöt sig till Nordtyska förbundet med den ceremoniella proklamationen av det tyska riket, dvs. händelsen firades senare som det vanliga datumet för det tyska rikets grundande, även om de juridiskt betydelsefulla händelserna som var relevanta för genomförandet av enandet inträffade den 1 januari 1871 (de sydtyska staternas anslutning och konstitutionella antagande av namnet Tyska riket) och den 4 maj 1871 (ikraftträdandet av det tyska rikets permanenta konstitution). Efter Preussens seger mot Österrike i det tyska enhetskriget 1866 vann den "lilltyska lösningen"; Preussen tog den dominerande rollen i Tyskland och kunde, då man var på väg att segra i det fransk-tyska kriget, utropa det tyska riket i Versailles den 18 januari 1871.Trots den juridiska, administrativa och politiska splittring som upplösningen av det tysk-romerska riket 1806 innebar, hade de tysktalande folken i det gamla riket en gemensam språklig, kulturell och juridisk tradition. Den europeiska liberalismen erbjöd en intellektuell grund för enandet genom att utmana dynastiska och absolutistiska modeller för social och politisk organisation; dess tyska manifestation betonade vikten av tradition, utbildning och språklig enhet. 
Det franska kejsardömets hegemoni (1804/1814) ökade den tyska nationalismen av ett antal olika skäl. Det faktum att människor i de många staterna talade samma språk bidrog till önskan om en tysk nation. Efter att många tyskar stupat i invasionen av Ryssland 1812 och Napoleons kontinentalsystem dessutom var skadligt för ekonomin, ville många tyskar frigöra sig från "det franska oket". I oktober 1813 utkämpades 1800-talets största strid i Slaget vid Leipzig (1813). Därmed var det slut på den franska makten öster om Rhen. Två år senare besegrades Napoleon fullständigt i slaget vid Waterloo, och en av befälhavarna på den vinnande sidan var den preussiske generalen Gebhard von Blücher. I början av 1800-talet hade de tyska vägarna försämrats i en förfärande omfattning. Resenärer, både utländska och lokala, klagade bittert över tillståndet på Heerstraßen, de militära vägar som tidigare underhållits för att underlätta förflyttning av trupper. När de tyska staterna upphörde att vara en militär korsväg förbättrades dock vägarna; längden på hårdbelagda vägar i Preussen ökade från 3 800 kilometer 1816 till 16 600 kilometer 1852, delvis tack vare uppfinningen av makadam. År 1835 skrev Heinrich von Gagern att vägar var "den politiska kroppens vener och artärer..." och förutspådde att de skulle främja frihet, oberoende och välstånd.
Ekonomiskt sett minskade konkurrensen mellan och inom stater när den preussiska Zollverein (tullunionen) skapades 1818 och senare utvidgades till att omfatta andra stater i det av Österrike (under Österrikiska kejsardömet) ledda Tyska förbundet. Nya transportmedel underlättade affärs- och fritidsresor, vilket ledde till kontakter och ibland konflikter mellan tysktalande från hela Centraleuropa. Den modell med diplomatiska inflytandesfärer som blev resultatet av Wienkongressen 1814-1815 efter Napoleonkrigen stödde österrikisk dominans i Centraleuropa genom Habsburgs ledning av Tyska konfederationen, som skulle ersätta det Heliga romerska riket. Förhandlarna i Wien tog ingen hänsyn till Preussens växande styrka och avböjde att skapa en andra koalition av de tyska staterna under Preussens inflytande, och kunde därför inte förutse att Preussen (kungariket Preussen) skulle komma att utmana Österrike om ledarskapet över de tyska folken.  Kungen av Preussen blev kejsare av Tyskland. De omfattande - huvudsakligen tyska - revolutionerna 1848-49 syftade till att ena Tyskland under en enda konstitution. Revolutionärerna pressade olika delstatsregeringar, särskilt de i Rhenlandet, att bilda en parlamentarisk församling som skulle ha ansvaret för att utarbeta en konstitution. I slutändan hoppades många av vänsterrevolutionärerna att denna konstitution skulle införa allmän rösträtt för män, ett permanent nationellt parlament och ett enat Tyskland, eventuellt under ledning av den preussiske kungen. Detta verkade vara den mest logiska vägen eftersom Preussen var den starkaste av de tyska staterna, och även den största geografiskt sett. Samtidigt strävade center-högerrevolutionärerna efter någon form av utvidgad rösträtt inom sina stater och eventuellt en form av löst enande. Slutligen drev den polska majoriteten som bodde i den del av det polska territoriet som annekterats av Preussen sin egen befrielseagenda.
Kung Fredrik Vilhelm IV drabbades 1857 av en stroke och kunde inte längre regera. Detta ledde till att hans bror William blev prinsregent i kungariket Preussen 1858. Under tiden hade Helmuth von Moltke den yngre blivit chef för den preussiska generalstaben 1857, och Albrecht von Roon skulle bli preussisk krigsminister 1859. Denna maktförskjutning inom det preussiska militära etablissemanget skulle få viktiga konsekvenser. Von Roon och Vilhelm (som hade ett aktivt intresse för militära strukturer) började omorganisera den preussiska armén, medan Moltke omformade det strategiska försvaret av Preussen genom att effektivisera det operativa kommandot. De preussiska arméreformerna (särskilt hur de skulle betalas) orsakade en konstitutionell kris med början 1860 eftersom både parlamentet och Wilhelm - via sin krigsminister - ville ha kontroll över militärbudgeten. Vilhelm, som kröntes till kung Wilhelm I år 1861, utsåg Otto von Bismarck till Preussens ministerpresident år 1862. Bismarck löste krisen till förmån för krigsministern. 

## Realpolitik
Bismarck uttryckte kärnan i realpolitiken i sitt berömda tal "Blod och järn" till budgetutskottet i den preussiska deputeradekammaren den 30 september 1862, kort efter att han blivit ministerpresident: "Tidens stora frågor kommer inte att lösas genom tal och majoritetsbeslut - det var det stora misstaget 1848 och 1849 - utan genom järn och blod."
Historiker har debatterat huruvida Otto von Bismarck - ministerpresident i Preussen - hade en plan för att utvidga Nordtyska förbundet från 1866 till att omfatta de återstående oberoende tyska staterna i en enda enhet eller om han helt enkelt ville utöka kungariket Preussens makt. De drar slutsatsen att faktorer utöver styrkan i Bismarcks realpolitik ledde till att en samling tidigmoderna stater omorganiserade sina politiska, ekonomiska, militära och diplomatiska relationer under 1800-talet. Reaktioner på dansk och fransk nationalism gav uttryck för tysk enighet. Militära framgångar - särskilt de preussiska - i tre regionala krig skapade entusiasm och stolthet som politikerna kunde utnyttja för att främja enandet. Denna erfarenhet var ett eko av minnet av ömsesidiga prestationer under Napoleonkrigen, särskilt under befrielsekriget 1813-1814. Genom att upprätta ett Tyskland utan det multietniska Österrike (under Österrike-Ungern) eller dess tysktalande del, löste den politiska och administrativa återföreningen 1871 åtminstone tillfälligt problemet med dualism.
Trots att den under senare år genomgick flera ytterligare förändringar av sitt namn och sina gränser, omarbetningar av sitt konstitutionella system, perioder av begränsad suveränitet och avbruten enhet för sitt territorium eller sin regering, och trots upplösning av den dominerande federala staten som grundade den, fortsatte det samhälle som var resultatet av enandeprocessen sin existens och överlevde till idag i sin nuvarande form som är känd som Förbundsrepubliken Tyskland.

## Deltagande stater
- Kungariket Preussen
- Kungariket Bayern
- Kungariket Sachsen
- Kungariket Württemberg
- Storhertigdömet Baden
- Storhertigdömet Hessen
- Storhertigdömet Mecklenburg-Schwerin
- Storhertigdömet Oldenburg
- Sachsen-Weimar-Eisenach
- Hertigdömet Anhalt
- Hertigdömet Braunschweig
- Sachsen-Altenburg
- Sachsen-Coburg-Gotha
- Sachsen-Meiningen
- Furstendömet Lippe
- Furstendömet Reuss-Gera
- Furstendömet Reuss-Greiz
- Schaumburg-Lippe
- Schwarzburg-Rudolstadt
- Schwarzburg-Sondershausen
- Waldeck-Pyrmont
- Bremen (förbundsland)
- Hamburg
- Lübeck